# 마거릿 버비지
엘리너 마거릿 버비지(Eleanor Margaret Burbidge, 1919년 8월 12일 ~ 2020년 4월 5일)는 영국 출생의 미국의 천체물리학자이다. 독자적 연구와 그리니치 천문대의 감독을 비롯한 다수의 행적 직책을 맡은 것으로 유명하다.
런던 대학교 천문대, 시카고 대학교의 여키스 천문대, 영국 케임브리지의 캐번디시 연구소, 캘리포니아 공과대학교에서 일하였고, 1979년부터 1988년까지 1962년부터 일한 캘리포니아 대학교 샌디에이고의 천문 우주 과학 센터에서 초대 감독으로 재직하였다.

## 생애
버비지는 1936년에 유니버시티 칼리지 런던에서 천문학을 공부하기 시작하였고, 1939년에 졸업하였고, 1943년 유니버시티 칼리에서 박사 학위를 받았다. 1945년 버비지는 카네키 연구소(Carnegie Institution of Washington)의 연구비 지원에서 탈락하였는데, 연구비를 받는 것은 당시에는 남성만 일할 수 있는 마운트 윌슨 천문대에서 연구해야 하다는 것을 의미하였기 때문이다.
1950년 위스콘신 윌리엄스 베이의 여키스 천문대에 지원금을 요청하였고, 1951년에 미국에 이주하였다. 그녀는 천체의 화학 조성에 흥미를 갖고 연구하였다. 1953년 영국으로 돌아와 남편인 남편인 제프리 버비지, 윌리엄 앨프레드 파울러, 프레드 호일과의 협력으로 연구를 시작하였다. 마가릿과 제프리가 제안한 실험과 관찰 데이터를 기반으로 하여, 연구팀은 (항성 핵합성으로 알려진) 모든 화학적 원소는 별에서 핵 반응에 의하여 합성된다는 가설을 세웠다. 이 천체물리학 이론은 1957년에 출판되었고, 연구에 협력한 연구자들은 이 이론을 B2FH 이론으로 불렀다.